# Kościół św. Stanisława Kostki w Podańsku
Kościół św. Stanisława Kostki w Podańsku – katolicki kościół filialny zlokalizowany we wsi Podańsko w gminie Goleniów, w powiecie goleniowskim (województwo zachodniopomorskie). Jest filią parafii Matki Bożej Nieustającej Pomocy w Goleniowie.

## Historia i architektura
Kościół pochodzi z XVIII wieku. Wzniesiony został w konstrukcji ryglowej, na planie prostokąta. Od strony zachodniej posiada wieżę, starszą niż sam budynek kościoła. Kościół i wieża nakryte są dachem namiotowym. W 2. połowie XIX wieku kościół przeszedł przebudowę, podczas której wstawiono istniejące dzisiaj ostrołukowe okna.
Wewnątrz kościoła zachowały się elementy neogotyckiego wyposażenia: ołtarz, ambona, wsparta na dwóch słupach empora chórowa z prospektem organowym (same organy uległy dewastacji) oraz ławki. Przed wejściem do kościoła od strony południowej stoi romańska chrzcielnica o wymiarach 63 × 95 cm, świadcząca o istnieniu w Podańsku wcześniejszej, średniowiecznej świątyni.
Pierwotnie kościół był świątynią luterańską, należącą do parafii w Budnie. Po II wojnie światowej został rekonsekrowany jako świątynia katolicka w 1946 roku. Przed 1986 rokiem był filią parafii św. Jerzego w Goleniowie, w tymże roku przeszedł do nowo utworzonej parafii Matki Bożej Nieustającej Pomocy, początkowo jako jej kościół parafialny.